# Жуков, Виктор Николаевич (тренер)
Виктор Николаевич Жуков (8 ноября 1949, Калинин — 15 мая 2014, Тверь) — советский и российский тренер по хоккею, заслуженный тренер России.

## Биография
В 1971 г. окончил факультет физического воспитания Калининского государственного педагогического института. Работал тренером в детских и юношеских хоккейных командах, являлся главным тренером молодёжной команды «Тверичи». Среди его воспитанников: заслуженный мастер спорта, двукратный чемпион мира и Олимпийский чемпион 2018 Илья Ковальчук, заслуженный мастер спорта, чемпион России и мира Денис Денисов, финалист Кубка Стэнли, чемпион России и ВХЛ, мастер спорта международного класса Алексей Смирнов, обладатель Кубка мира среди молодёжных команд Роман Любимов.
В сезоне 1997/98 гг. возглавлял «Тверской хоккейный клуб».
Похоронен на центральной аллее Дмитрово-Черкасского кладбища в Твери.